# 斯泰拉山

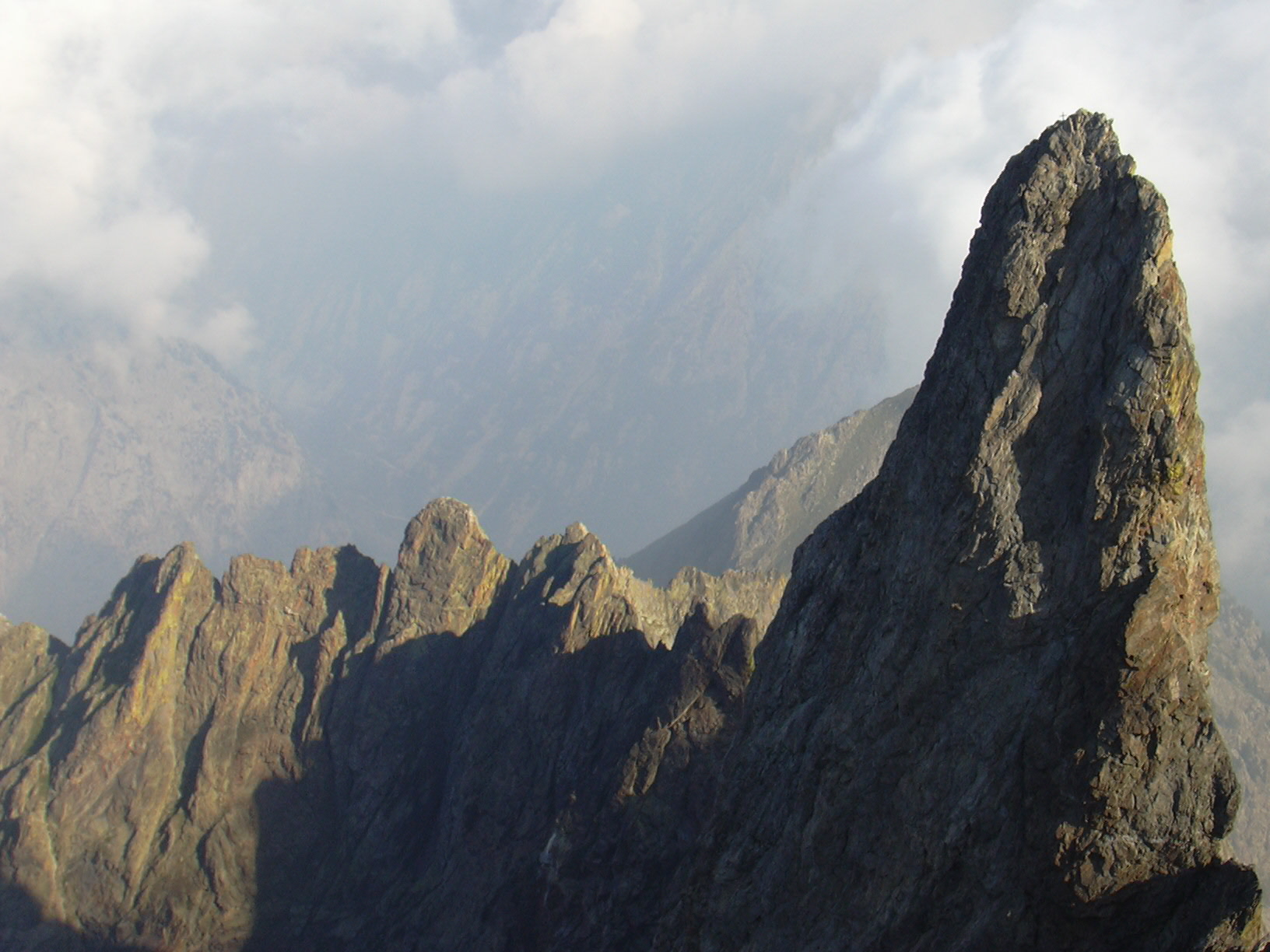

44°11′9″N 7°18′12″E / 44.18583°N 7.30333°E
斯泰拉山（義大利語：Corno Stella），是意大利的山峰，位於該國西北部，由皮埃蒙特大區負責管轄，屬於濱海阿爾卑斯山脈的一部分，海拔高度3,050米，人類在1903年8月22日首次登頂。